# Smokin' (album d'Humble Pie)
Albums de Humble Pie
Performance Rockin' the Fillmore
(1971) Eat It
(1973)
Singles
1. Hot'n'Nasty
Sortie : 1972
2. 30 Days in the Hole
Sortie : 1972

Smokin' est le cinquième album studio du groupe rock britannique Humble Pie. Il est sorti en mars 1972 sur le label A&M Records et a été produit par le groupe.

## Historique
C'est le premier album du groupe avec Clem Clempson, en remplacement de Peter Frampton, il a été enregistré en Février 1972 dans les Studios Olympic à Londres.
Alexis Korner (Old Time Feelin') et Stephen Stills (Hot'n'Nasty et Road Runner's 'G' Jam) viendront apporter leur contribution à l'album. Ce dernier contient deux reprises, C'mon Everybody d' Eddie Cochran et Road Runer de Holland-Dozier-Holland et popularisé par le saxophoniste américain Junior Walker.
L'album se classa à la 6e place du Billboard 200 aux États-Unis, pays où il sera certifié disque d'or pour plus de 500,000 albums vendus. Au Canada, il se classa 13e, en Allemagne 26e et en Grande-Bretagne il atteindra la 20e place.

## Liste des titres
Face 1
| No | Titre                 | Auteur                        | Durée |
| -- | --------------------- | ----------------------------- | ----- |
| 1. | Hot'n'Nasty           | Humble Pie / Steve Marriott   | 3:22  |
| 2. | The Fixer             | Humble Pie / Marriott         | 5:02  |
| 3. | You're So Good for Me | Marriott , Greg Ridley        | 3:50  |
| 4. | C'mon Everybody       | Jerry Capehart, Eddie Cochran | 5:13  |
| 5. | Old Time Feelin'      | trad. arrangement Marriott    | 4:00  |

Face 2
| No | Titre                             | Auteur                             | Durée |
| -- | --------------------------------- | ---------------------------------- | ----- |
| 6. | 30 Days in the Hole               | Marriott                           | 3:57  |
| 7. | Road Runner/Road Runner's 'G' Jam | Holland-Dozier-Holland, Humble Pie | 3:43  |
| 8. | I Wonder                          | Cecil Gant, Raymond Leveen         | 8:53  |
| 9. | Sweet Peace and Time              | Humble Pie / Marriott              | 5:48  |

## Musiciens
Humble Pie
- Steve Marriott : chant, guitares, harmonica, claviers, chœurs
- Clem Clempson : guitares, claviers, chœurs
- Greg Ridley : basse, chant, chœurs
- Jerry Shirley : batterie, piano sur You're So Good for Me

Invités
- Alexis Korner : chant, tiple (son semblable à celui d'une mandoline) sur Old Time Feelin'
- Stephen Stills : orgue sur Road Runner "G" Jam, chœurs sur  Hot'n'Nasty
- Doris Troy et Madeline Bell : chœurs sur  You're So Good for Me

## Charts et certification
| Pays        | Durée du classement | Meilleur classement |
| ----------- | ------------------- | ------------------- |
| Allemagne   | 4 semaines          | 26e                 |
| Canada      | 27 semaines         | 13e                 |
| États-Unis  | 34 semaines         | 6e                  |
| Royaume-Uni | 5 semaines          | 20e                 |

| Pays       | Certification | Ventes    | Date       |
| ---------- | ------------- | --------- | ---------- |
| États-Unis | Or            | 500 000 + | 08/09/1972 |

Charts single
| Année | Single        | Chart           | Durée du classement | Position |
| ----- | ------------- | --------------- | ------------------- | -------- |
| 1972  | Hot 'N' Nasty | Hot 100         | 8 semaines          | 52e      |
| 1972  | Hot 'N' Nasty | RPM Top Singles | 8 semaines          | 35e      |